# Армани, Франко
Фра́нко Арма́ни (исп. Franco Armani; род. 16 октября 1986[…], Касильда, Санта-Фе) — аргентинский футболист, вратарь клуба «Ривер Плейт» и сборной Аргентины. Чемпион мира 2022 года.

## Биография
Франко Армани родился в провинции Буэнос-Айрес, но футболом начал заниматься в молодёжной академии клуба из Росарио «Сентраль Кордова». Впоследствии занимался в академии «Эстудиантеса» из Ла-Платы, а на профессиональном уровне дебютировал во втором аргентинском дивизионе (Примера B Насьональ) в 2006 году в составе столичного «Феррокарриль Оэсте». С детства Франко является болельщиком другого клуба из Буэнос-Айреса — «Ривер Плейта».
В сезоне 2009/10 Франко Армани стал одним из основных игроков в составе «Депортиво Мерло» и, несмотря на то, что команда выступала лишь во Втором дивизионе Аргентины, игра вратаря привлекла внимание самого титулованного колумбийского клуба — «Атлетико Насьоналя». В том же году колумбийский гранд приобрёл Армани, которому в первые три года пришлось бороться за место в основе. Лишь с 2013 года Армани постепенно стал основным вратарём команды, а с 2015 года аргентинец лишь изредка стал уступать место в воротах своим партнёрам по команде. В 2014 году Армани установил рекорд чемпионата Колумбии — 1046 минут без пропущенных голов подряд.
С «Атлетико Насьоналем» Армани пять раз становился чемпионом Колумбии, дважды завоёвывал Кубок страны.
В розыгрыше Кубка Либертадорес 2016 года Армани вместе с командой не пропустил на групповой стадии ни одного мяча и в результате помог своей команде выиграть турнир. В 2017 году Армани перешёл в «Ривер Плейт». В 2018 году провёл все матчи своей команды в розыгрыше Кубка Либертадорес и вновь стал обладателем трофея.

## Национальная сборная
В 2015 году Франко Армани получил право получить паспорт гражданина Колумбии — годом ранее он высказывался о том, что не теряет надежды сыграть за сборную Аргентины. В некоторых интервью он не исключал того, что может получить колумбийское гражданство и сыграть за сборную этой страны. 26 июня 2018 года дебютировал за сборную Аргентины в матче группового этапа чемпионата мира 2018 со Сборной Нигерии, выйдя на поле с первых минут вместо допустившего ошибки в предыдущем матче Вилли Кабальеро. Единственный мяч пропустил с пенальти на 51-й минуте матча в исполнении Виктора Мозеса, после чего также сыграл с Францией, в матче с которой пропустил 4 гола, а Аргентина покинула турнир.

## Статистика
| Клуб                           | Сезон            | Лига | Лига | Национальные кубки | Национальные кубки | Международные кубки | Международные кубки | Итого | Итого |
| Клуб                           | Сезон            | Игры | Голы | Игры               | Голы               | Игры                | Голы                | Игры  | Голы  |
| ------------------------------ | ---------------- | ---- | ---- | ------------------ | ------------------ | ------------------- | ------------------- | ----- | ----- |
| Феррокарриль Оэсте · Аргентина | 2007/08          | 1    | 0    | 0                  | 0                  | 0                   | 0                   | 1     | 0     |
| Феррокарриль Оэсте · Аргентина | 2008/09          | 2    | 0    | 0                  | 0                  | 0                   | 0                   | 2     | 0     |
| Феррокарриль Оэсте · Аргентина | Итого            | 3    | 0    | 0                  | 0                  | 0                   | 0                   | 3     | 0     |
| Депортиво Мерло · Аргентина    | 2008/09          | 1    | 0    | 0                  | 0                  | 0                   | 0                   | 1     | 0     |
| Депортиво Мерло · Аргентина    | 2009/10          | 35   | 0    | 0                  | 0                  | 0                   | 0                   | 35    | 0     |
| Депортиво Мерло · Аргентина    | Итого            | 36   | 0    | 0                  | 0                  | 0                   | 0                   | 36    | 0     |
| Атлетико Насьональ · Колумбия  | 2010             | 2    | 0    | 0                  | 0                  | 0                   | 0                   | 2     | 0     |
| Атлетико Насьональ · Колумбия  | 2011             | 8    | 0    | 16                 | 0                  | 0                   | 0                   | 24    | 0     |
| Атлетико Насьональ · Колумбия  | 2012             | 4    | 0    | 9                  | 0                  | 0                   | 0                   | 13    | 0     |
| Атлетико Насьональ · Колумбия  | 2013             | 14   | 0    | 6                  | 0                  | 8                   | 0                   | 28    | 0     |
| Атлетико Насьональ · Колумбия  | 2014             | 21   | 0    | 4                  | 0                  | 19                  | 0                   | 44    | 0     |
| Атлетико Насьональ · Колумбия  | 2015             | 29   | 0    | 4                  | 0                  | 3                   | 0                   | 36    | 0     |
| Атлетико Насьональ · Колумбия  | 2016             | 12   | 0    | 2                  | 0                  | 10                  | 0                   | 24    | 0     |
| Атлетико Насьональ · Колумбия  | Итого            | 90   | 0    | 41                 | 0                  | 40                  | 0                   | 171   | 0     |
| Всего за карьеру               | Всего за карьеру | 129  | 0    | 41                 | 0                  | 40                  | 0                   | 210   | 0     |

### В сборной
| Матчи Армани за сборную Аргентины | Матчи Армани за сборную Аргентины | Матчи Армани за сборную Аргентины | Матчи Армани за сборную Аргентины | Матчи Армани за сборную Аргентины | Матчи Армани за сборную Аргентины | Матчи Армани за сборную Аргентины |
| --------------------------------- | --------------------------------- | --------------------------------- | --------------------------------- | --------------------------------- | --------------------------------- | --------------------------------- |
| №                                 | Дата                              | Оппонент                          | Счёт                              | Пропущено голов                   | Соревнование                      |                                   |
| 1                                 | 26 июня 2018                      | Нигерия                           | 2:1                               | 1                                 | Финальные матчи ЧМ 2018           |                                   |
| 2                                 | 30 июня 2018                      | Франция                           | 3:4                               | 4                                 | Финальные матчи ЧМ 2018           |                                   |
| 3                                 | 11 сентября 2018                  | Колумбия                          | 0:0                               | 0                                 | Товарищеский матч                 |                                   |
| 4                                 | 22 марта 2019                     | Венесуэла                         | 1:3                               | 3                                 | Товарищеский матч                 |                                   |

Итого: 4 матча и 8 пропущенных голов; 1 победа, 2 поражения, 1 ничья, 1 «сухой» матч
| Год   | ОМ-ЧМ | ОМ-ЧМ | ОМ-ЧМ | ЧМ   | ЧМ   | ЧМ   | КА   | КА   | КА   | КК   | КК   | КК   | ТМ   | ТМ   | ТМ   | Всего | Всего | Всего |
| Год   | Игры  | Голы  | С.М.  | Игры | Голы | С.М. | Игры | Голы | С.М. | Игры | Голы | С.М. | Игры | Голы | С.М. | Игры  | Голы  | С.М.  |
| ----- | ----- | ----- | ----- | ---- | ---- | ---- | ---- | ---- | ---- | ---- | ---- | ---- | ---- | ---- | ---- | ----- | ----- | ----- |
| 2018  | 0     | 0     | 0     | 2    | -5   | 0    | 0    | 0    | 0    | 0    | 0    | 0    | 1    | 0    | 1    | 3     | -5    | 1     |
| 2019  | 0     | 0     | 0     | 0    | 0    | 0    | 0    | 0    | 0    | 0    | 0    | 0    | 1    | -3   | 0    | 1     | -3    | 0     |
| Всего | 0     | 0     | 0     | 2    | -5   | 0    | 0    | 0    | 0    | 0    | 0    | 0    | 2    | -3   | 1    | 4     | -8    | 1     |

## Достижения

### Командные
- Чемпион Колумбии (6): Апертура 2011, Апертура 2013, Финалисасьон 2013, Апертура 2014, Финалисасьон 2015, Апертура 2017
- Обладатель Кубка Колумбии (3): 2012, 2013, 2016
- Обладатель Суперлиги Колумбии (2): 2012, 2016
- Обладатель Суперкубка Аргентины: 2018
- Обладатель Кубка Либертадорес (2): 2016, 2018

Сборная Аргентины
- Чемпион мира: 2022
- Обладатель Кубка Америки: 2021, 2024
- Победитель Финалиссимы: 2022

### Личные
- Участник символической сборной года Южной Америки: 2016